# Cacosternum karooicum
Espèce
Statut de conservation UICN

 LC  : Préoccupation mineure
Cacosternum karooicum est une espèce d'amphibiens de la famille des Pyxicephalidae.

## Répartition
Cette espèce est endémique du Sud de la province de Cap-du-Nord et de l'Ouest de la province de Cap-Occidental en Afrique du Sud. Elle se rencontre dans le désert du Karoo,.

## Étymologie
Cette espèce est nommée en référence au lieu de sa découverte, le désert du Karoo.

## Publication originale
- Boycott, de Villiers & Scott, 2002 : A new species of Cacosternum Boulenger 1887 (Anura: Ranidae) from the Karoo Region of South Africa. Journal of Herpetology, vol. 36, no 3, p. 333-341.